# Raoul Lévy
Raoul J. Lévy (* 14. April 1922 in Antwerpen; † 31. Dezember 1966 in Saint-Tropez) war ein belgisch-französischer Filmproduzent und Filmregisseur.

## Leben
Raoul J. Lévy floh nach der Besetzung Belgiens durch deutsche Truppen nach Großbritannien und leistete Militärdienst in der Royal Air Force. Nach Kriegsende wurde er Produktionsassistent bei RKO. 1950 gelang es ihm, eine eigene kleine Filmproduktion zu gründen. Auch internationalen Erfolg konnte er durch die Zusammenarbeit mit dem Regisseur Roger Vadim erringen, vor allem mit Filmen, die Brigitte Bardot zum Star machten. Lévy war auch als Drehbuchautor und Regisseur tätig. Seinen geschäftlichen Niedergang leitete das Projekt für einen Film über die Reisen von Marco Polo ein. Im Reich des Kublai Khan erzielte nicht die finanziellen Ergebnisse, die Lévy erwartet hatte. Am Silvestertag 1966 setzte er seinem Leben in Saint-Tropez ein Ende.

## Filmografie (Auswahl)
Schauspieler
- 1956: … und immer lockt das Weib (Et Dieu… créa la femme)

Drehbuch
- 1956: … und immer lockt das Weib (Et Dieu… créa la femme)
- 1965: Im Reich des Kublai Khan (La fabuleuse aventure de Marco Polo)
- 1965: Grüße an die Mafia (Je vous salue, Mafia!) – auch Produktion
- 1966: Lautlose Waffen (L'Espion) – auch Produktion und Regie

Produktion
- 1956: … und immer lockt das Weib (Et Dieu… créa la femme)
- 1956: Spuren in die Vergangenheit (Sait-on jamais?)
- 1958: In ihren Augen ist immer Nacht (Les bijoutiers du clair de lune)
- 1958: Mit den Waffen einer Frau (En cas de malheur)
- 1959: Babette zieht in den Krieg (Babette s’en va-t-en guerre)
- 1960: Stunden voller Zärtlichkeit (Moderato cantabile)
- 1960: Die Wahrheit (La vérité)
- 1965: Grüße an die Mafia (Je vous salue, Mafia!) – auch Drehbuch
- 1967: Zwei oder drei Dinge, die ich von ihr weiß (2 ou 3 choses que je sais d'elle)